# Six Bridges to Cross
Six Bridges to Cross is een Amerikaanse film uit 1955 van Joseph Pevney met in de hoofdrollen Tony Curtis, Julie Adams en George Nader.
De film is gebaseerd op het korte verhaal "They Stole $2,500,000 - and Got Away with It" van Joseph F. Dinneen (gepubliceerd in Colliers Magazine, 8 januari 1954). Het korte verhaal is weer gebaseerd op de beroving van Brinks in Boston in 1950, waarbij 2,5 miljoen dollar werd buitgemaakt. Het verhaal is weer een uittreksel van de roman "The Anatomy of a Crime; A Startling Parallel to the Fantastic $2,500,000 Brinks Robbery" (New York, 1954) van Dinneen. De filmmakers baseerden zich op het korte verhaal.

## Verhaal
Boston 1933. De misdaad tiert welig en de jonge politieman Eddie Gallagher schiet op een jeugdbende die wegrent bij een inbraak. Het groepje, dat onder leiding staat van Jerry Florea, ontkomt, maar niet zonder kleerscheuren. De kogel verwondt Jerry en zorgt ervoor dat hij geen kinderen meer kan voortbrengen. Eddie treedt later op als karaktergetuige voor Jerry tijdens het proces van de laatste. Uit dankbaarheid treedt Jerry op als zijn tipgever en Eddie krijgt in de jaren daarna belangrijke promoties bij de politie. Als echter Jerry op zeker moment wordt verdacht van een verkrachting, laat Eddie hem vallen. Hoewel Jerry onschuldig is, beschermt hij de echte dader, zijn bendelid Andy, en laat zich opsluiten. Terwijl Jerry naar een tuchthuis gaat, trouwt Eddie met zijn jeugdliefde Ellen en krijgt een dochter. Na zijn vrijlating wordt Jerry liftbediende en runt gelijk een aantal illegale weddenschappen op paarden. Al snel gaat hij verder en vervalst de resultaten van de race. Op het moment dat hij zijn winst wil incasseren krijgt Jerry een auto-ongeluk en vindt de politie een wapen in zijn auto. Omdat hij voorwaardelijk vrij is, mag hij gelijk de gevangenis weer in. Pas na de oorlog in 1946 wordt Jerry vrijgelaten en hervat zijn illegale weddenschappen. Hij wordt steeds machtiger, net als Eddie, die nog altijd tips van hem krijgt. Maar Eddie merkt wel dat Jerry hem alleen tipt als het de bendeleider uitkomt. Ondanks de verdenking die op Jerry rust vanwege een roofoverval met een buit van 300.000 dollar, blijft Eddie hem steun geven. Hij is zelfs getuige van het huwelijk tussen Jerry en de rijke Virginia. Even lijkt het Jerry een eerlijk man te worden. Hij stopt met zijn illegale activiteiten en begint een keten van benzinestations. Maar dan wordt een geldtransportbedrijf overvallen. De totale buit is 2,5 miljoen dollar en de politie slaat groot alarm. De zes bruggen in de stad worden afgesloten en de een aantal verdachten gearresteerd. Onder hen een hevig verontwaardigde Jerry. Ook Eddie komt in de problemen, hij wordt verdacht van ongeoorloofde banden met een crimineel en komt voor een politiekrijgsraad. De jury accepteert zijn verweer dat een politierechercheur banden moet onderhouden met criminelen en hij wordt vrijgesproken. Eenmaal vrij probeert Eddie om Jerry te overtuigen dat hij het gestolen geld moet teruggeven. Maar Jerry blijft ontkennen dat hij achter de overval zit. Een woedende Eddie gooit hem er uit en Jerry wordt nu ook geconfronteerd met zijn vrouw Virginia die van zijn misdadige praktijken walgt. Ze verlaat hem en Jerry ziet in dat hij moet veranderen. Als hij zijn bende bijeen heeft geroepen, zegt hij het geld te willen teruggeven. Wel zal hij ervoor zorgen dat zijn bendeleden kunnen vluchten. Maar de gangsters vertrouwen het niet en er ontstaat een vuurgevecht. Als de politie arriveert is Jerry dodelijk gewond geraakt. Eddie neemt hem in zijn armen en hoort van Jerry waar het geld is verborgen. Als hij daarna sterft, barst Eddie in tranen uit.

## Rolverdeling
| Acteur         | Personage         |
| -------------- | ----------------- |
| Tony Curtis    | Jerry Florea      |
| George Nader   | Eddie Gallagher   |
| Julie Adams    | Ellen Gallagher   |
| Jay C. Flippen | Vincent Concannon |
| Sal Mineo      | de jonge Jerry    |
| Jan Merlin     | Andy Norris       |
| Richard Castle | Skids Radzevich   |
| William Murphy | Red Flanagan      |
| Kendall Clark  | Sanborn           |
| Don Keefer     | Sherman           |

## De echte overval op het Brinks filiaal in Boston
De overval op het geldtransportbedrijf uit de film, is echt gebeurd. Op 17 januari 1950 werd het gebouw van het geldtransportbedrijf Brinks in Boston, Massachusetts overvallen. In totaal werd 2.227.395 dollar buitgemaakt. Een bende van elf man onder leiding Anthony "Fats" Pino was verantwoordelijk voor de overval. De voorbereiding vereiste twee jaar. In deze periode verving de bende sloten, maakte duplicaatsleutels stal de plannen van de alarmsystemen. Na de overval werd de buit verborgen en beloofden de bendeleden om zes jaar lang het geld niet aan te raken. Ondanks een beloning van 100.000 dollar kreeg de politie aanvankelijk geen enkele tip over de bende, terwijl er ook vrijwel geen sporen werden gevonden. In juni 1950 werd echter een aantal bendeleden gearresteerd na een mislukte inbraak. De mannen vroegen geldelijke ondersteuning van Pino voor hun verdediging. Dit ging als een lopend vuurtje door de onderwereld en de politie werd getipt. Er was echter geen bewijs dat Pino achter de overval zat en de mannen werden na enige jaren gevangenisstraf vrijgelaten. Omdat politie en FBI de mannen in de gaten bleef houden, konden ze niet bij het geld komen. Er ontstond ruzie en op zeker moment huurde Pino zelfs huurmoordenaars in om zijn bendeleden uit te schakelen. Nadat bendelid O'Keefe zwaargewond raakte toen een huurmoordenaar hem probeerde te doden, besloot hij de boel te verraden aan de politie. De hele bende werd opgepakt en kreeg levenslang. Afgezien van een bendelid die overleed in de gevangenis, kwam iedereen in 1971 vrij. Van het geld werd slechts 58.000 dollar teruggevonden. De film heeft dus qua inhoud weinig met de echte overval te maken en concentreert zich meer de opkomst en ondergang van bendeleider Jerry Florea. Behalve Six Bridges to Cross zijn er nog drie films gemaakt met de beroving van Brinks als onderwerp:
- Blueprint for Robbery (1961, Jerry Hopper)
- Brink's: The Great Robbery (1976, Marvin J. Chomsky)
- The Brink's Job (1978, William Friedkin)

## Achtergrond
"Six Bridges to Cross" is gebaseerd op het korte verhaal van Joseph F. Dinneen, They Stole $2,500,000 - And Got Away with It, gepubliceerd in Collier's magazine. Het verhaal zelf kwam voort uit de roman "The Anatomy of a Crime; A Startling Parallel to the Fantastic $2,500,000 Brinks Robbery (New York, 1954)". Dinneen was een journalist van The Boston Globe en zijn verhaal is fictie ook al is het gebaseerd op de echte overval op Brinks. Dinneen voegde ook elementen van andere beroemde misdaden uit de omgeving toe.

## Productie
Aanvankelijk was Jeff Chandler uitverkoren voor de rol van Eddie, maar hij weigerde. Ook Roy Denton stond op de nominatie totdat uiteindelijk George Nader de rol op zich nam. Voor de rol van de jonge Jerry deed een groot aantal acteurs auditie. Ook een nog piepjonge Clint Eastwood was daarbij. Maar het was Sal Mineo die met de rol debuteerde. In juli begonnen de opnames en er werd op locatie gefilmd in Boston. Werktitel van de film was aanvankelijk "Million Dollar Holdup" en later "Five Rivers to Cross". Voordat de titel uiteindelijk "Six Bridges to Cross" werd, heette de film nog even "Five Bridges to Cross".